# Johannes Herber
Johannes Herber (* 17. Januar 1983 in Darmstadt, Hessen) ist ein ehemaliger deutscher Basketballspieler.

## Leben und Karriere
Johannes Herber wurde als Sohn von Christiane und Joachim Herber geboren. Er besuchte das Schuldorf Bergstraße, eine kooperative Gesamtschule.
Herber spielte zunächst beim SC Bergstraße. Ab Ende 1996 trainierte er auf dem Basketball-Teilzeit-Internat in Langen und wechselte zum TV Langen. Dort spielte er bis 2002, zuletzt in der 2. Basketball-Bundesliga. Zur Saison 2002/03 ging Herber an die West Virginia University, wo er bis 2006 in der Hochschulmannschaft spielte. 2004 kam er mit seiner Mannschaft unter die letzten acht NCAA-Colleges, 2005 unter die letzten 16. In den Semesterferien kam er nach Deutschland um am BTI Langen weiter zu trainieren. Er beendete sein Studium in Politikwissenschaft mit einem sehr guten Bachelor-Abschluss. Dafür bekam er vom ESPN-Magazin die Auszeichnung Academic All-American of the Year. Herber bestritt insgesamt 128 Spiele für West Virginia und stand dabei stets in der Anfangsaufstellung. Er erreichte Mittelwerte von 8,4 Punkten und 3,9 Rebounds, zudem bereitete er pro Spiel durchschnittlich 3,6 Korberfolge seiner Mannschaftskollegen vor.
Seit 2001 durchlief Herber einige Auswahl- und Jugendmannschaften der deutschen Basketballnationalmannschaft. So belegte er mit der deutschen Nachwuchsmannschaft bei der Sommer-Universiade 2003 in Daegu am Ende den zehnten Platz, 2005 wurde er mit der deutschen Studentenauswahl in Izmir Fünfter. Mit seiner Leistung konnte er sich für die A-Mannschaft empfehlen.
Beim Comeback von Trainer Dirk Bauermann am 30. Juli 2004 gab Herber seine A-Nationalmannschaftsdebüt in einem Testspiel gegen Estland. Aber erst 2006 schaffte er es dann endgültig in den erweiterten Kader der deutschen Mannschaft und nahm zusammen mit Dirk Nowitzki und anderen an der Basketball-Weltmeisterschaft 2006 in Japan teil. Dabei bekam Herber weit mehr Spielzeit, als von vielen Experten erwartet worden war.
Nach der Weltmeisterschaft wurde er von ALBA Berlin bis 2008 unter Vertrag genommen. Der Vertrag bei ALBA Berlin wurde ursprünglich bis zum Ende der Saison 2009/10 verlängert, sollte jedoch nach der Saison 2008/09 im beiderseitigen Einvernehmen aufgelöst werden. Wegen eines erneuten Kreuzbandrisses wurde aber die Auflösung des Vertrages rückgängig gemacht. Er spielte von Februar 2010 bis Juli 2011 bei den Walter Tigers Tübingen. Sein letzter Verein waren die Fraport Skyliners Frankfurt. Dort stand er bis September 2012 im Kader. Er bestritt in seiner Zeit als Profi insgesamt 120 Bundesligapartien und 74 A-Länderspiele.
Im Laufe der Vorbereitungen zur Saison 2012/13 erklärte Herber seinen Rücktritt vom aktiven Sport, da er aufgrund mehrerer Verletzungen keine Möglichkeit sehe, wieder zu 100 % fit zu werden. Über seine persönliche Situation nach diesem Rücktritt berichtete er im Feuilleton der FAZ am 8. Februar 2013.

## Nach der Profilaufbahn
Herber lebt mit seiner Familie in Berlin. 2014 veröffentlichte er sein Buch Almost Heaven : Mein Leben als Basketballprofi.
Im Jahr 2019 wirkte er in der Dokumentation „Halt die Klappe und spiel! Eine Reise durch das zerrissene Sportland USA“ der ARD mit und erzählte unter anderem auch seine persönlichen Erfahrungen im amerikanischen (Profi)sport.
Er war Vorstandsmitglied der deutschen Basketballgewerkschaft „SP.IN“ und bei der 2014 gegründeten internationalen Profisportlervereinigung „World Players Association“ für die Verbindung zu Sportlern zuständig. Im Sommer 2019 trat Herber das Amt des Geschäftsführers der Sportlergewerkschaft „Athleten Deutschland e. V.“ an.

## Veröffentlichungen
- 2014: Almost Heaven: Mein Leben als Basketballprofi, Johannes Herber, Berlin Verlag, März 2014, ISBN 978-3-8270-1178-7